# Josep Casals i Freixes
Josep Casals i Freixes (el Vendrell, Baix Penedès, 1872 – Barcelona, 1939) fou un polític i sastre de professió. Fou un dels més eficaços activistes d'Estat Català durant la Dictadura de Miguel Primo de Rivera i acompamyà Francesc Macià en la proclamació de la República Catalana. El 1932, decebut, se n'escindí i va fundar amb Josep Maria Xammar i Sala el Partit Nacionalista Català (PNC), i el 1933 va publicar amb Ramon Arrufat i Arrufat Catalunya poble dissortat. El 1936, però, tornà a Estat Català quan aquest absorbí el PNC.